# Sulawesi-Ratte

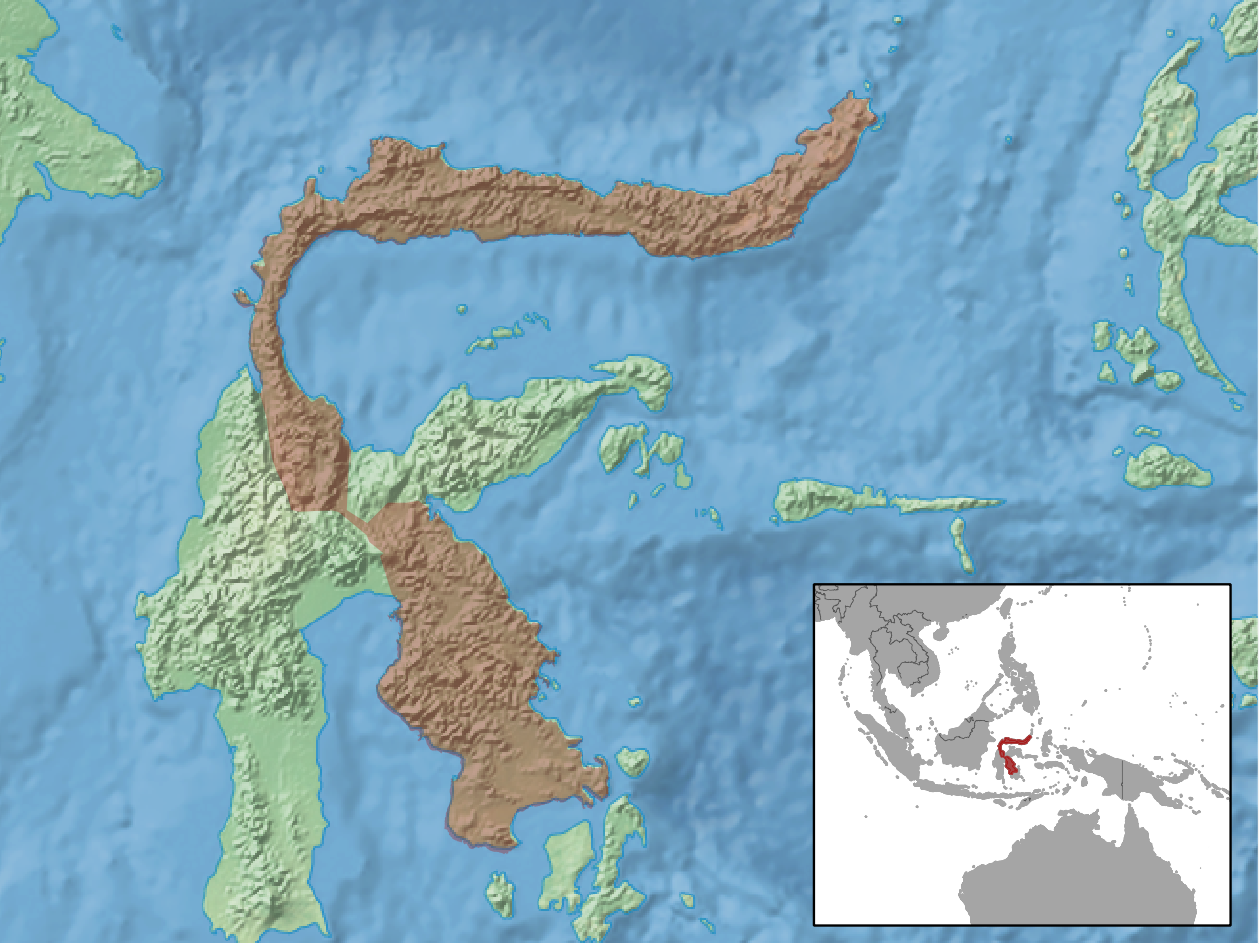
Verbreitungsgebiet der Sulawesi-Ratte

Die Sulawesi-Ratte (Taeromys celebensis) ist ein auf Sulawesi endemisches Nagetier in der Unterfamilie der Altweltmäuse. Sie bildet zusammen mit sechs anderen Arten die Gattung Taeromys. Sie kann, vor allem bei Museumsexemplaren, mit der Sulawesi-Riesenratte (Paruromys dominator) verwechselt werden.

## Merkmale
Dieses große Nagetier erreicht eine Kopf-Rumpf-Länge von 201 bis 250 mm, eine Schwanzlänge von 244 bis 306 mm und ein Gewicht von 190 bis 345 g. Die Hinterfüße sind 45 bis 56 mm lang und die Länge der Ohren beträgt 25 bis 28 mm. Typisch ist weiches und dichtes Fell mit kurzen Deckhaaren. Es hat oberseits eine dunkle graubraune Farbe und die Unterseite ist mit cremefarbenen bis weißen Fell bedeckt. Die Sulawesi-Ratte hat abgerundete dunkelbraune Ohren und einen Schwanz, der im ersten Drittel oder zur Hälfte schwarzbraun ist, worauf eine weiße Spitze folgt. Von den sechs paarig angeordneten Zitzen der Weibchen liegen zwei vor der Bauchmitte und vier im Leistenbereich. Der diploide Chromosomensatz besteht bei Männchen aus 39 und bei Weibchen aus 40 Chromosomen.

## Verbreitung und Lebensweise
Die Art ist auf der nördlichen und der südöstlichen Halbinsel Sulawesis sowie im zentralen Bereich verbreitet. Von anderen Regionen der Insel gibt es subfossile Funde. Die Sulawesi-Ratte lebt im Flachland und in Gebirgen bis 1200 Meter Höhe. Sie hält sich in feuchten Tropenwäldern auf und verträgt vermutlich nur geringfügige Veränderungen.
Vermutlich ist die Art mehr baumbewohnend als andere Gattungsvertreter aufgrund ihres langen Schwanzes. Auf dem Boden geht sie öfter in Fallen, die zu Untersuchungen aufgestellt wurden. Die Nahrung besteht hauptsächlich aus Früchten. Es wurden 2 oder 3 Nachkommen pro Wurf registriert.

## Gefährdung
Regional wirken sich Landschaftsveränderungen negativ aus. Im Osten der nördlichen Halbinsel wird die Sulawesi-Ratte auf Wildfleischmärken angeboten. Allgemein gilt die Art nicht als selten, so dass sie von der IUCN als nicht gefährdet (least concern) gelistet wird.